# Weiße Mauer (Taunus)

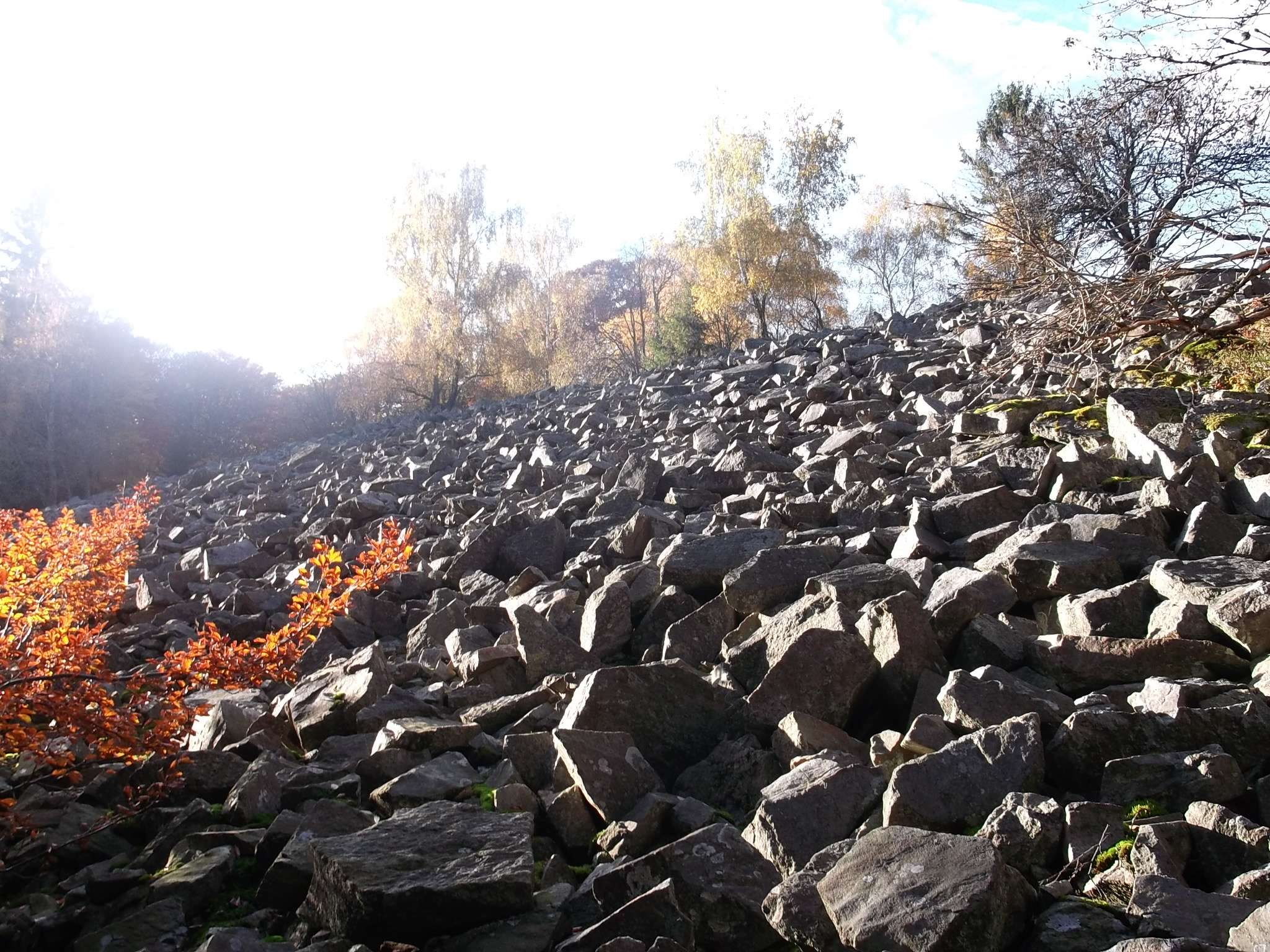
Weiße Mauer: Quarzit-Blockhalde

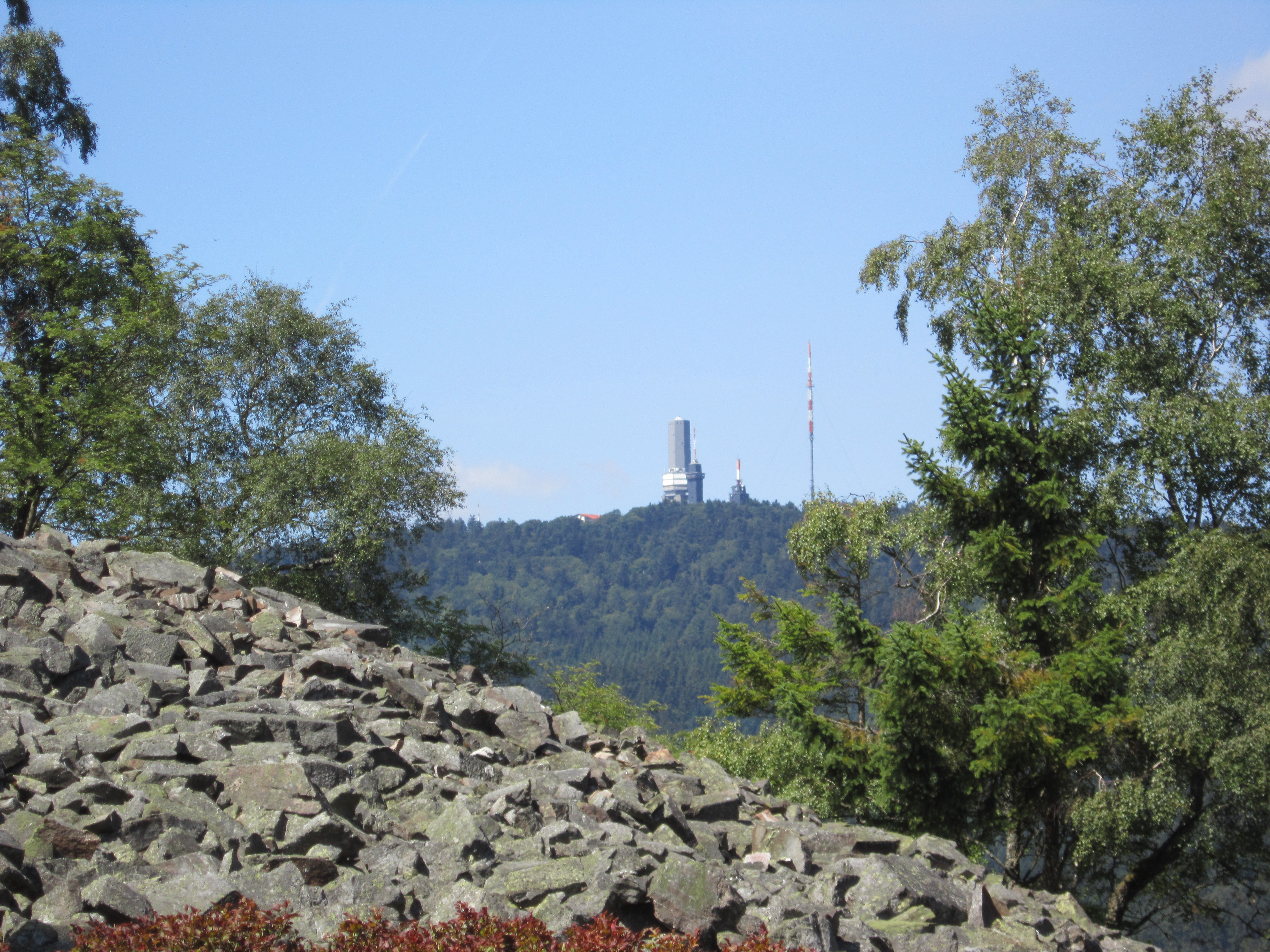
Blick von der Weißen Mauer nordwestwärts zum Großen Feldberg

Die Weiße Mauer im Taunus ist ein in der Eiszeit entstandenes Quarzit-Feld am Altkönig, das durch Frostsprengung entstanden ist. Sie liegt auf maximal 634 m ü. NHN nahe Oberursel im hessischen Hochtaunuskreis.
Von der Kanonenstraße, die von Oberursel auf den Großen Feldberg führt, sieht die Felslandschaft wie ein Steinbruch aus. Bei Sonnenlicht glänzen die Steinblöcke weiß; dieser Umstand verlieh dem Schuttfeld seinen Namen.

## Geographie

### Lage
Die Weiße Mauer liegt im Naturpark Taunus auf dem Nordosthang des Altkönigs (798,2 m), von dessen Gipfel sie fast anderthalb Kilometer entfernt ist, und sechs Kilometer nordwestlich des Ortskerns von Oberursel. Sie befindet sich im Naturschutzgebiet Altkönig im ehemaligen Harheimer Gemeindewald. Umgeben ist sie von knorrigen Birken und Heidelandschaft.

### Naturräumliche Zuordnung
Die Weiße Mauer gehört in der naturräumlichen Haupteinheitengruppe Taunus (Nr. 30) und in der Haupteinheit Hoher Taunus (301) zur Untereinheit Feldberg-Taunuskamm (301.3). Ihre Landschaft fällt nach Südosten in den Naturraum Kronberger Taunusfuß (300.21) ab, der in der Haupteinheit Vortaunus (300) zur Untereinheit Altkönig Vorstufe (300.2) zählt.

## Geologie
Die Blockhalde zählt zum „Taunus-Quarzit“ und besteht daher aus ähnlichem Material wie der Ringwall Altkönig und andere Felsgruppen der Umgebung (Marmorstein, Elisabethenstein, Goldgrubenfelsen-Gruppe).

## Wandern
Über die südlichen Hochlagen der Weißen Mauer führt vom westlich liegenden Gebirgspass Fuchstanz (662 m) kommend und danach über den südwestlich gelegenen Altkönig verlaufend der Europäische Fernwanderweg E1. Er teilt sich abschnittsweise die Trasse mit dem Pflasterweg und führt nach dem Quarzitfeld nach Osten hinab zur Hohemark im Tal des Urselbachs.